# Tounfite
Tounfite  (in arabo تونفيت‎?) è un centro abitato e comune rurale del Marocco situato nella provincia di Midelt, regione di Drâa-Tafilalet. Conta una popolazione di 13 297 abitanti (censimento 2014).